# ヴィダ・グエラ
ヴィダ・グエラ（Vida Guerra、1974年3月19日 - ）は、キューバ出身のアメリカ合衆国のグラマーモデル。ヴィダ・グェラ、ヴィダ・ゲラ、ヴィダ・ゲーラ等の表記もみられる。2002年12月号のアメリカ版FHM誌への登場がきっかけとなり、その後多くの男性誌のモデルを務めた。
キューバのハバナで出生後間もなく家族と共にアメリカ合衆国に移住し、その後ニュージャージー州のパースアンボイに腰を落ち着けた。 成長の課程で、ファッションショーや水着のモデルを務め、ミュージック・ビデオにも出演した。

## 来歴
彼女の名を全国区にしたのは、前述のFHM誌2002年12月号におけるランジェリー特集であった。同誌によれば、出版後に寄せられた読者からのメールのほぼ3分の1が、彼女の写真をもっと掲載するよう要求するものであった。彼女は再度出演依頼を受け、2004年にはFHM誌の「モデル・オブ・ザ・イヤー」に輝いた。以来DUB、Smooth、Escape、OpenYour Eyes等の多くの雑誌に登場、しばしば表紙も飾っている。
またグエラは娯楽ゴシップ番組『El Gordo y la Flaca』（スクープと裏情報）等のスペイン語のテレビ番組にも何度か出演している。　そしてネリー、P・ディディ、マーフィー・リーによる2003年の映画『バッドボーイズ2バッド』のサウンドトラック「Shake Ya Tailfeather」やカニエ・ウェスト2004年のデビューアルバム『The College Dropout』からシングルカットされた「The New Workout Plan」、フランキー・Jがベイビー・バッシュとコラボした2005年の「Obsession (No Es Amor)」などのミュージック・ビデオにも中心的役割で出演。さらにバーガーキングのテンダークリスプ・ベーコン・チェダー・ランチのCMやスケッチ・コメディー番組『シャペルズ・ショウ』に2エピソード、2006年の映画『ビバリーヒルズ大学白書 〜おアツいのはお好き?〜』に出演。テレビゲーム『Scarface: The World Is Yours』には声優として出演している。
2005年4月の報道によるとグエラのカメラ付き携帯電話はクラッキングされ、何十枚ものヌードも含む写真がインターネット上に流出した。グエラによれば、これらのヌード画像は携帯電話に保存されていた、本物の彼女の非裸体の画像に別の女性の裸体を合成したものである。しかし彼女が所属するレコードレーベルの社長は、ヌード写真はグエラ本人のものであり、彼女が宣伝活動のために故意に流出させたのだと主張した。 グエラは、この事件によってレーベルから解雇された。
グエラは2005年の「FHMの最もセクシーな女性トップ100」の投票で26位に選ばれ、また2度にわたり同誌の「最高のButt（ヒップ）賞」に輝いた。 彼女は（メイキングDVDを伴う）自身の水着カレンダー (2005 - 2006) とDVD『Vida Guerra: Exposed』 (2006) をプロデュースしている。
PLAYBOY2006年7月号は、グエラ初の公式ヌード写真を掲載した。彼女は雑誌のために脱ぐ決意をした動機の一部はカメラ付き携帯電話事件であり、自分の本当の裸を人々に見てもらう事を望むと語った。
グエラのデビューアルバムからの最初の曲「You Got Me」は、2006年11月2日インターネット上に情報漏洩された。
2008年7月、ジェイス・ホールショーのインタビューで自身のリアリティ番組『Livin' the Low Life』について語った。「私は最初はそれ（ローライダーカー）が好きではなく、冷めていました。しかし、最初のシーズンを終えた今は、実は1台手に入れようと思っています。」

## 私生活
グエラは菜食主義者である。 菜食主義に関して彼女は「私は本当に健康であると感じています。それは私の肌の状態を含む多くの部分に機能しています」と述べている。